# Gregory Rock
Der Gregory Rock ist ein Nunatak im westantarktischen Marie-Byrd-Land. Auf dem vereisten Hershey Ridge in den Ford Ranges ragt er 11 km westsüdwestlich des Linwood Peak auf.
Der United States Geological Survey kartierte ihn anhand eigener Vermessungen und Luftaufnahmen der United States Navy aus den Jahren von 1959 bis 1965. Das Advisory Committee on Antarctic Names benannte ihn 1970 nach Elmer D. Gregory, der während der Operation Deep Freeze des Jahres 1967 der Flugzeugwartungsmannschaft am Flugfeld Williams Field unweit der McMurdo-Station vorstand.